# نارانپاناوه دیسانکگامدا
نارانپاناوه دیسانکگامدا (به لاتین: Naranpanawe Disanekgammedda) یک منطقهٔ مسکونی در سری‌لانکا است که در استان مرکزی (سری‌لانکا) واقع شده‌است.